# Lys'va
Lys'va è una città della Russia europea nordorientale (Territorio di Perm'); appartiene al rajon Lys'venskij, del quale è il capoluogo.
Sorge sul versante occidentale degli Urali centrali, sul fiume omonimo, 206 chilometri ad est di Perm'.
La città venne fondata nel 1785 come centro residenziale per i lavoratori di un importante complesso per la lavorazione dei metalli; ottenne lo status di città nel 1926. Lys'va al giorno d'oggi basa la sua economia soprattutto sul comparto industriale (costruzione di macchine, tessile, elettrotecnica).